# Silverio Ortiz
Silverio Ortiz Rivas fue un líder obrero guatemalteco que participó activa y decididamente en las gestas cívicas contra los gobiernos de Manuel Estrada Cabrera (1920), Jorge Ubico Castañeda (1940-1944) y Federico Ponce Vaides (20 de octubre de 1944).  

## Biografía

### Lucha contra Estrada Cabrera

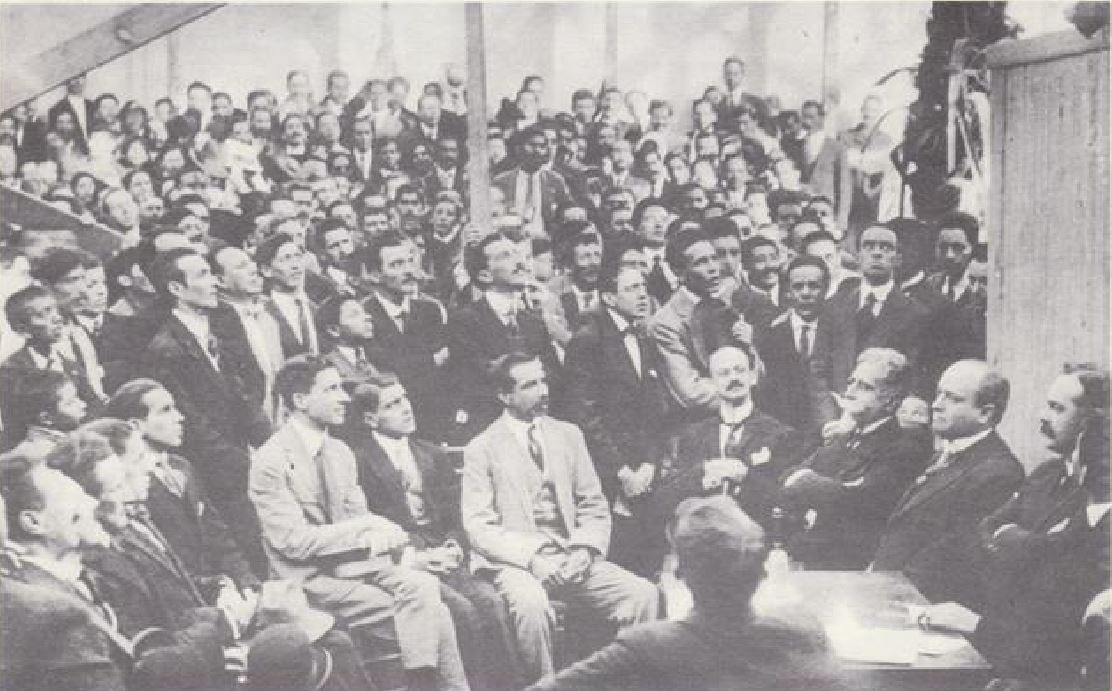
Fotografía tomada en la «Casa del Pueblo» en diciembre de 1919, al momento de firmar el Acta de los Tres Dobleces. Se observa a los líderes conservadores de Guatemala sentados al frente de la fotografía: primero de derecha a izquierda, Dr. Julio Bianchi y tercero de derecha a izquierda, ciudadano José Azmitia.

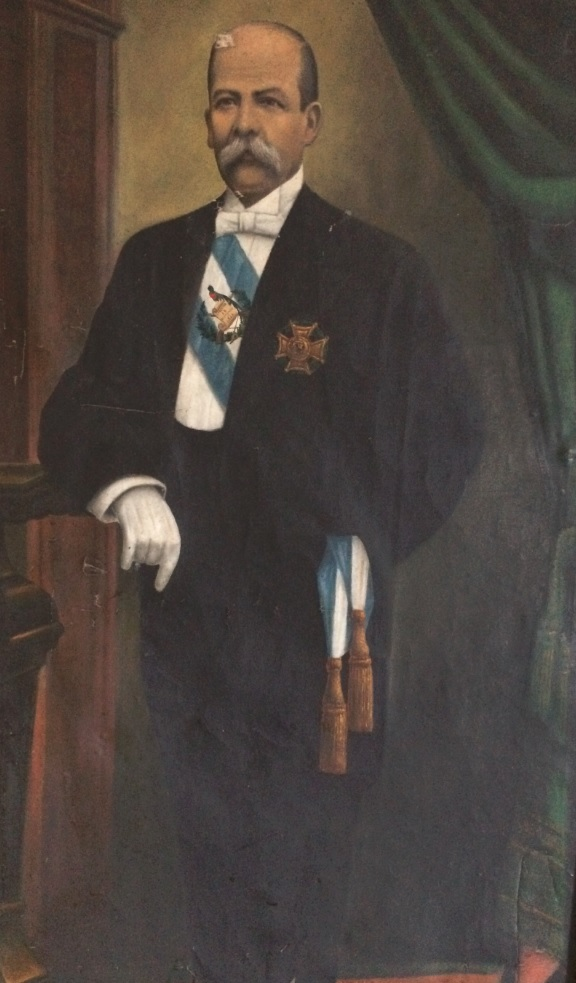
Retrato del presidente Manuel Estrada Cabrera durante su último mandato presidencial.

La oposición contra Estrada Cabrera, quien llevaba veintidós años en el poder, se inició cuando el obispo Piñol y Batres inició sus sermones contra el Gobierno en la Iglesia de San Francisco en 1919, por instrucciones de su pariente Manuel Cobos Batres. Por primera vez la Iglesia Católica guatemalteca pronunciaba un discurso opuesto a las políticas del presidente. Por otra parte, Cobos Batres consiguió entusiasmar a los líderes conservadores José Azmitia, Tácito Molina, Eduardo Camacho, Julio Bianchi y Emilio Escamilla en la formación de un partido que se rebelara contra el férreo gobierno de Estrada Cabrera. El partido inició su actividad política con el apoyo de muchos sectores, entre los que destacaron los estudiantes de la Universidad Estrada Cabrera y los obreros de la capital, quienes bajo el liderazgo de Ortiz Rivas fundaron el Comité Patriótico de Obreros.
El nuevo partido se llamó Unionista, a propuesta de Tácito Molina, para diferenciarlo tanto del Partido Liberal como del Conservador y reunir en sus filas a todos aquellos «hombres de buena voluntad, amantes de la libertad y la democracia, y con el ideal de la unión centroamericana». La primera sede oficial del partido, inaugurada en 1920, fue una casa propiedad de la familia Escamilla situada en la esquina sudeste de la 4.a avenida y la 12 calle de la zona 1, la cual fue pronto conocida como la Casa del Pueblo. Tácito Molina fue también el encargado de redactar el acta de fundación del partido, la cual fue suscrita por cincuenta y un ciudadanos, entre los que estuvo Ortiz Rivas, el 25 de diciembre de 1919 y llegó a ser conocida como el Acta de los Tres Dobleces, ya que las firmas se añadieron en una hoja de papel doblada tres veces. El documento se hizo circular en la capital hasta el 1.o de enero de 1920, cuando se depositó una copia de ella debajo de la puerta de cada casa.
Estrada Cabrera se vio obligado a aceptar la oficialización del Partido Unionista, pues había presión política tanto interna como internacional. El 1 de marzo de 1920, durante la inauguración del período de sesiones de la Asamblea Nacional Legislativa, se reconoció al partido y quedó oficializada su existencia. A partir de entonces, Estrada Cabrera reiteró públicamente su voluntad de atender los deseos de la comunidad internacional para dar mayor apertura política, pero se seguía arrestando a los simpatizantes unionistas. El 11 de marzo de 1920, los unionistas convocaron a una manifestación en la que participaron miles de ciudadanos y en la cual el abanderado fue el ciudadano y dirigente unionista José Azmitia. Pero esta manifestación fue reprimida por el Gobierno. El Ejército disparó contra los manifestantes, lo que causó indignación generalizada y unió al pueblo guatemalteco y a la comunidad internacional en contra de Estrada Cabrera. El presidente se dio cuenta entonces de que el pueblo ya no era dócil y manejable. Para entonces, ya se habían organizado más de ciento cincuenta clubes o filiales del partido en todo el país. El 18 de marzo, todo el personal de correos y aduanas se unió al nuevo partido, acción que inmediatamente fue imitada por el personal de telégrafos.
La Asamblea Nacional Legislativa, dirigida entonces por Adrián Vidaurre, quien había sido un alto funcionario durante la mayor parte del gobierno cabrerista, declaró mentalmente incapaz al presidente para gobernar y designó al ciudadano Carlos Herrera y Luna como presidente interino. A partir de este momento, hasta quienes le apoyaron y alabaron durante su largo gobierno le dieron la espalda. La Asamblea Nacional declaró a Manuel Estrada Cabrera mentalmente incompetente para gobernar mediante el Decreto 1022 del 8 de abril de 1920. 
Finalmente llegó la lucha armada. El presidente resistió desde su residencia oficial de La Palma hasta que fue derrotado tras cruentos combates durante la llamada Semana Trágica. Desde allí Estrada Cabrera cañoneó, con ayuda de los cuarteles Matamoros y San José, a las fuerzas unionistas en un último intento de conservar el poder, que ostentaba dese 1898 y había mantenido a través de amañadas elecciones en 1905, 1911 y 1917.  Estrada Cabrera también bombardeó la capital desde La Palma en un intento de atacar el supuesto cuartel general de los unionistas en la finca El Zapote. Finalmente se rindió el 14 de abril de 1920 junto con el único colaborador que estuvo con él hasta el final, el poeta peruano José Santos Chocano. 

### Atentado contra Jorge Ubico en 1940

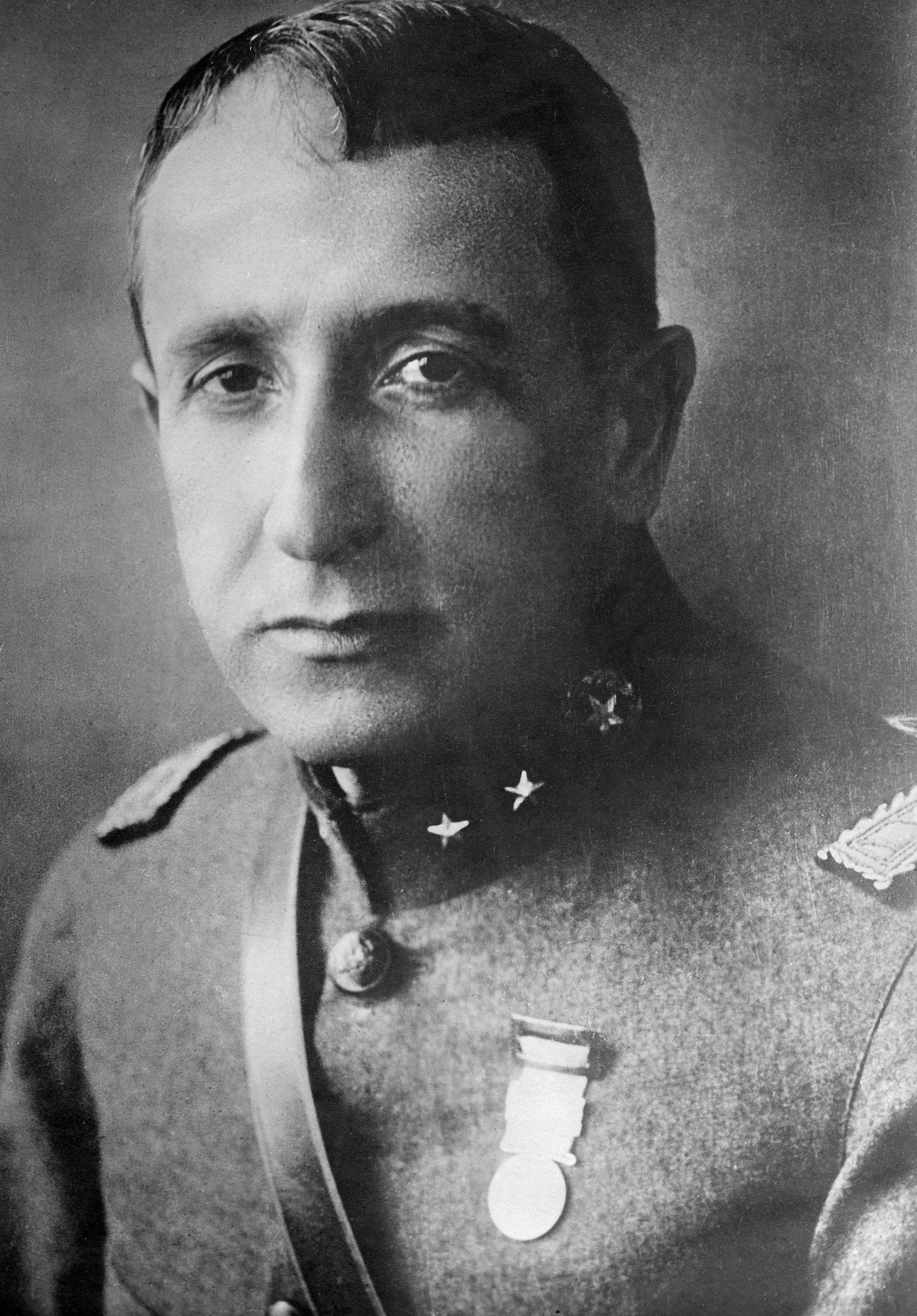
General Jorge Ubico Castañeda; presidente de Guatemala de 1931 a 1944.

En octubre de 1940, el Dr. Julio Carrillo Marín -quien había sido de posición económica acomodada, pero a quien el gobierno había reducido a la indigencia por medio de trampas impositivas- y el sargento primero de la guarnición de Matamaros Carlos Santa Cruz Fonseca planificaron un atentado en contra del presidente de Guatemala, general Jorge Ubico; el atentado iba a consistir en que el sargento Santa Cruz iba a atacar al general Ubico el 24 de diciembre de ese año, en forma similar a un ataque que había realizado el militar cubano Fulgencio Batista en la guarnición Columbia en 1933. Sabiendo que Ortiz Rivas no era partidario del presidente, le confirió todos los detalles de la conjura.  Ésta contaba únicamente con cabos y sargentos y no tenía ningún militar de alta graduación comprometido; Ortiz Rivas se dio cuenta de esta gran deficiencia y se lo hizo ver a Carrillo Marín. Ortiz Rivas también le dijo a Carrillo Marín que miembros del partido conservador le habían prometido patrocinio financiero para las elecciones de 1943, cuando seguramente Ubico iba a intentar reelegirse, y que era mejor dejar el atentado en el olvido e intentar derrocar a Ubico por medio de la Constitución.
Luego de su conversación con Ortiz Rivas, Carrillo Marín se alejó de los conspiradores por un tiempo, pero cometió un fatal error:  a finales de noviembre de 1940 se encontró con el coronel Bernardino García y cuando éste se quejó de su situación en la milicia Carrillo le dijo que no se preocupara que pronto iba a cambiar la situación en Guatemala.  García inmediatamente denunció a Carrillo que fue aprehendido a los pocos días y llevado ante el propio presidente de la República quien le dijo que era la última advertencia que le hacía. A pesar de la fuerte amenaza, Carrillo Marín redobló sus esfuerzos en la conspiración, desconociendo que la policía secreta lo vigilaba desde el momento que abandonó el despacho presidencial.
A Santa Cruz lo apresaron después de seguirlo al salir de la casa del doctor Carrillo; el general Ubico fue informado de todo y decidió ir en persona al fuerte de Matamoros en la madrugada del 24 de diciembre.  Acusó a Santa Cruz de una falta menor, y ordenó que lo castigaran; una vez preso, aprehendieron al resto de conspirados.  A todos los trasladaron a prisión y les aplicaron terribles torturas.  Santa Cruz, presa de tremendos dolores, terminó delatando a sus compañeros de complot.
Carrillo fue apresado en su casa de habitación el 24 de diciembre de 1940 y conducido a la Penitenciaría Central, en donde otros confabulados lo vieron en estado deplorable por las torturas que había padecido. Por su parte, Ortiz Rivas estaba enfermo y recluido en un hospital; hasta allí llegó la policía a apresarlo el 24 de diciembre a las 8 de la mañana.  Fue conducido a prisión y allí lo dejaron encerrado hasta después de la renuncia del general Ubico el 2 de julio de 1944.
En total, doce de los conjurados fueron brutalmente torturados, juzgados en corte marcial y fusilados el 28 de diciembre de 1940 en el fuerte de Matamoros.

## Obras
- «Reseña histórica de la parte que el elemento obrero tuvo en el Partido Unionista» (1922)[2]